# هادرین کلوئت
هادرین کلوئت (انگلیسی: Hadrien Clouet؛ زادهٔ ۱۳ ژوئیهٔ ۱۹۹۱) سیاستمدار اهل فرانسه است.